# سمروف: ريسكو إن غاغميلز كاسل
سمروف: ريسكو إن غاغميلز كاسل (بالإنجليزية: Smurf: Rescue in Gargamel's Castle)‏ ، هي لعبة فيديو إلكترونية من نوع منصات، أنتجت سنة 1982م، وتعمل لنظامي أتاري 2600 وكوليكو فيجن.